# ゼニアオイ属

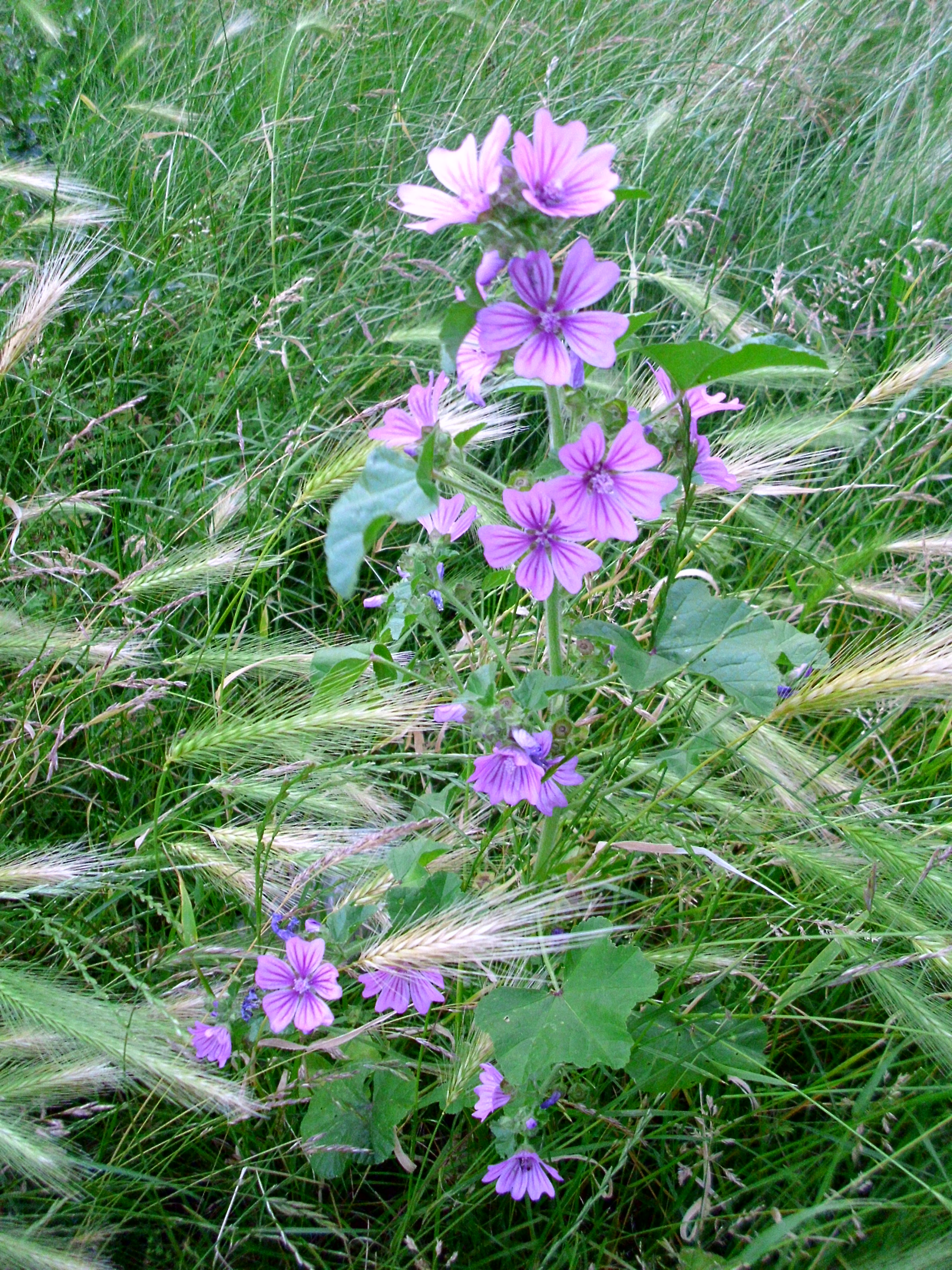
Malva sylvestris

ゼニアオイ属（Malva）はアオイ科の多年生植物であり、およそ25〜30種ある。ゼニアオイ属はアフリカ、アジアとヨーロッパといった温帯、亜熱帯や熱帯の地域全体に広まっている。英語の"mallow"は、古英語の"malwe"が由来であり、ラテン語の"malva"を語源とする。古代ギリシャ語にも"mallow"を意味するμαλάχη（malakhē）があり、両者は地中海の言語から反映したと考えられている。
葉は、互生で掌状浅裂である。花は直径0.5〜5センチメートルで、5枚のピンクや白の花びらがある。色名のモーブ（mauve）は、1859年にこの植物の名にちなんでフランスで名付けられた。

## 歴史
この植物は、文献に引用された最も初期の植物の一つである。紀元前3世紀の医師シフノスのディフィルスは、「アオイのジュースは、気管を滑らかにし、栄養源となり、消化が良い。」と記載した。 ホラティウスは、自身の食生活を非常に単純に説明した際、この植物について以下のように言及した。"Me pascunt olivae, / me cichorea levesque malvae" (私にとって、オリーブ、エンダイブ, アオイは、栄養源である )。ロード・モンボドーは、古代のエピグラムを翻訳し、古代人の墓の上にアオイが植えられたのは、死者がアオイのような完璧な植物を食べることができるであろうと信じられていたからだと言及した。

## 主な種
The Plant List のうちAccepted Nameである種の一覧
- Malva aegyptia L.
- Malva alcea L.
- Malva alcea var. fastigiata (Cav.) K. Koch
- Malva arborea (L.) Webb & Berthel.
- Malva assurgentiflora (Kellogg) M.F.Ray
- Malva borealis Wallman
- Malva canariensis M.F.Ray
- Malva cathayensis M.G. Gilbert, Y. Tang & Dorr
- Malva cretica Cav.
- Malva cretica subsp. althaeoides (Cav.) Dalby
- Malva durieui Spach
- Malva erecta J. Presl & C. Presl
- Malva hispanica L.
- Malva iljinii Riedl
- Malva lindsayi (Moran) M.F.Ray
- Malva moschata L. - ジャコウアオイ
- Malva multiflora (Cav.) Soldano, Banfi & Galasso
- Malva neglecta Wallr.
- Malva nicaeensis All.
- Malva occidentalis (S.Watson) M.F.Ray
- Malva pacifica M.F.Ray
- Malva parviflora L. - ウサギアオイ
- Malva preissiana Miq.
- Malva pseudolavatera Webb & Berthel.
- Malva pusilla Sm.
- Malva stipulacea Cav.
- Malva subovata (DC.) Molero & J.M.Monts.
- Malva sylvestris L. - ウスベニアオイ
  - Malva sylvestris var. mauritiana  (L.) Boiss. - ゼニアオイ
- Malva tournefortiana L.
- Malva verticillata L. - フユアオイ
- Malva vidalii (Pau) Molero & J.M.Monts.